# International Accounting Standard 6
Der International Accounting Standard 6 (IAS 6) mit dem Titel Rechnungslegung bei Preisänderungen (im englischen Original: Accounting Responses to Changing Prices) war ein Rechnungslegungsstandard des International Accounting Standards Committee als Vorläufer des International Accounting Standards Board (IASB), der die Bilanzierung von Preisänderungen, insbesondere im Hinblick auf Inflationseffekte, regelte.
Im Bestreben die divergierende internationale Praxis zu vereinheitlichen wurde der Standard am 1. März 1977 zunächst als Diskussionspapier unter dem Titel „Treatment of changing prices in financial statements; a summary of proposals“ veröffentlicht, ehe im Juni des Jahres die offizielle Herausgabe folgte. Ziel des Standards war, dass Unternehmen in ihren Jahresabschlüssen die Verfahren, die angewandt wurden, um die Auswirkungen von spezifischen Preisänderungen sowie von Änderungen des allgemeinen Preisniveaus darzustellen, bzw. die Nicht-Anwendung derartiger Verfahren offenlegten.
Die folgenden Diskussionen nahmen schnell Fahrt auf, so dass bereits im August 1980 das IASC den Entwurf des IAS 15 als Nachfolgestandard veröffentlichte und dieser nach weiteren Konsultationen im November 1981 verkündet wurde. Bis zu dessen endgültiger Anwendung ab dem 1. Januar 1983 blieb der IAS 6 anschließend noch formal in Kraft. 2001 beschloss das IASB jedoch, IAS 15 vorläufig zurückzuziehen, am 18. Dezember 2003 wurde die endgültige Rücknahme mit Wirkung vom 1. Januar 2005 verkündet.